# Great British Railways
Great British Railways (GBR) es un organismo público de propiedad estatal que supervisará el transporte ferroviario en Reino Unido (a excepción de Irlanda del Norte). La organización sustituirá a Network Rail como operador de la infraestructura ferroviaria, y también controlará la contratación de las operaciones ferroviarias, la fijación de tarifas y horarios y la recaudación de los ingresos por tarifas en la mayor parte de Inglaterra. El sistema de contratos de concesión sustituirá al anterior sistema de franquicias ferroviarias de pasajeros en Gran Bretaña, gestionado por el Departamento de Transporte, que colapsó en 2020 durante la pandemia del COVID-19.
GBR se inspirará en las operaciones de Transport for London, que contrata servicios en sistemas como London Overground. Andrew Haines y Sir Peter Hendy, actual director ejecutivo y presidente de Network Rail respectivamente, supervisarán la creación de Great British Railways, y se espera que Hendy dirija la nueva organización.

## Historia
El sistema ferroviario británico fue construido por empresas privadas, pero fue nacionalizado por la Ley de Transportes de 1947 y gestionado por British Rail hasta la reprivatización que se inició en 1994 y se completó en 1997. En ese momento se separaron los servicios de infraestructura, de pasajeros y de mercancías. Entre 1994 y 2002, la infraestructura fue de propiedad privada y estuvo gestionada por Railtrack, hasta su renacionalización y gestión por Network Rail a partir de 2002.
En 2020, en medio de la pandemia de COVID-19, todas las compañías operadoras de trenes (TOC) firmaron Acuerdos de Medidas de Recuperación de Emergencia con los gobiernos del Reino Unido y Escocia. Se modificaron los mecanismos normales de franquicia, transfiriendo casi todo el riesgo de ingresos y costes al gobierno, "renacionalizando" de hecho la red temporalmente.
La organización se propuso en el marco de la Williams/Shapps Rail Review, publicada el 20 de mayo de 2021 y realizada por Keith Williams.

## Control regional
GBR estará formado por cinco divisiones regionales, organizadas de acuerdo con el programa "Putting Passengers First" de Network Rail. Los presupuestos y la ejecución se llevarán a cabo tanto a nivel local como nacional. Las divisiones regionales gestionarán los contratos de concesión, las estaciones y las infraestructuras, administrarán los presupuestos locales y regionales, integrarán las vías y los trenes e integrarán el ferrocarril con los servicios de transporte locales.
Las cinco regiones son:
- Escocia
- Noroeste y Centro
- Este (incluida la línea principal de la Costa Este)
- Gales y Oeste
- Sur (incluyendo la HS1)

El libro blanco no afecta a Irlanda del Norte (donde el ferrocarril ya es operado por la empresa estatal Northern Ireland Railways). Sin embargo, sí afecta a otras administraciones ferroviarias descentralizadas, como ScotRail, Transport for Wales, así como London Overground & TfL Rail (línea Elizabeth), en Londres, y a los ejecutivos de transporte de pasajeros que supervisan las redes ferroviarias locales, como Merseytravel. Las actuales administraciones y autoridades descentralizadas de toda Gran Bretaña seguirán ejerciendo por el momento sus actuales competencias, como la fijación de tarifas y la adjudicación de contratos, y rindiendo cuentas democráticamente de ellas. Sin embargo, estos organismos tendrán que coordinarse con GBR para ofrecer una única red ferroviaria nacional, incluyendo un sitio web y una aplicación, así como seguir las normas nacionales de marca y de pasajeros. GBR seguirá siendo propietaria de todas las infraestructuras de Escocia y Gales que ahora posee Network Rail, y algunas líneas de los valles del sur de Gales, actualmente propiedad del Gobierno galés, seguirán siendo de su propiedad.
En Escocia, el Gobierno escocés ha anunciado que la red ScotRail será gestionada públicamente a partir de 2022, tomando el relevo del titular de la franquicia Abellio ScotRail. La infraestructura ferroviaria será gestionada por GBR. GBR venderá los billetes, pero la estructura de las tarifas será fijada por el Gobierno escocés.

## Estaciones
Bajo Network Rail, todas las estaciones están formalmente en manos públicas desde 2014, pero solo 20 son gestionadas directamente por ella (normalmente grandes terminales y estaciones centrales). GBR será propietaria de todas las estaciones y de la mayoría de las infraestructuras de Gran Bretaña. Los actuales arrendamientos de estaciones a las autoridades de transporte descentralizadas continuarán. Se crearán equipos de gestión de estaciones dentro de las divisiones regionales de GBR para gestionar las estaciones y los terrenos. GBR desarrollará planes maestros para la renovación de las estaciones.

## Marca
GBR utilizará una versión ligeramente modificada de la doble flecha de British Rail para su imagen de marca. El plan Williams-Shapps establece que habrá una marca única y unificadora para los ferrocarriles, y se espera que sea un cambio de marca gradual a lo largo del tiempo. Es posible que los servicios no pertenecientes a GBR en Londres, Gales y Escocia deban utilizar una marca unificada con GBR, así como los servicios descentralizados, como el metro de Tyne y Wear, para ofrecer una marca única y coherente.